# 益文商业专科学校
益文商业专科学校（英語：Yih Wen Commercial College），通称益文商专，历史上坐落在山东烟台毓璜顶的一所商业学校，历史可追溯到1866年美北长老会传教士郭显德创办的会文书院，1920年会文书院与实益学馆合并为益文商业专门学校，1929年升级为高等教育并改称益文商业专科学校，1936年降格为益文高级商业职业学校，1941年停办。原址现为山东省烟台第二中学。

## 历史
1862年，大清烟台开埠。1863年，美北长老会传教士郭显德到大清登州（今蓬莱）传教。1865年，郭显德开始在烟台芝罘传教。1866年，郭显德在烟台兴办会文书院，原校址位于毓璜顶长老会礼拜堂附近，今已不存。至1869年，会文书院共有学生20余人。
1894年，美北长老会牧师韦丰年到大清烟台传教。1897年，韦丰年等人在会文书院旁边创办毓璜顶英文学馆，校址现属山东省烟台第二中学（芝罘区毓璜顶焕新路1号）。1909年，韦丰年因霍乱去世，1903年到烟台的毕维廉（W.C.Booth，M.A.）继任。1911年，毓璜顶英文学馆改称为实益学馆。中学课程因学生增多，校舍不敷使用，毕维廉筹募墨西哥银圆1万元兴建教学大楼一座，用于办公、礼堂、图书馆、理化课室等。大楼在1912年竣工，为纪念韦丰年而定名为“思韦堂”。大楼建成后，实益学馆迁入。
1920年，会文书院与实益学馆合并为益文商业专门学校，内设初、高中部，相当于甲种实业学校，经费由各界及校友募集，教会资助。又因学生增多，在距离思韦堂以南一华里左右处兴建“思郭堂”，思郭堂大楼主体为三层，两旁辅以两层楼，名字是为了纪念郭显德。思郭堂建设耗时两年，耗资3.8万墨币，于1922年建成投用。思郭堂是中西建筑形式相结合的三层楼房，建筑面积2000平方米。
1928年秋，益文商校商科设大专部。1929年，学校改名为益文商业专科学校，简称为益文商专，是烟台最早的高等学校。1929年，中华民国山东省主席陈调元要求教会学校校长必须是中国人。1929年秋，罗希嘏接替毕维廉出任益文商专校长，改变了该校校长长期由美国传教士担任的传统。益文商专校内有礼堂两座，教室46间，足球场1个，篮球场7个，排球场2个，网球场3个。1929年后，山东省教育厅每年拨给益文商专2000银元为办学经费。1932年，罗希嘏离职，林求源继任校长。1933年，校董会发动各地校友募捐1.2万法币在思郭堂北侧新建二层“维廉楼”，用作大礼堂和理化室。至1941年，益文商专共培养3年制专科生6届58名，2年制专科生4届42名，合计100名。
1936年，益文商专降格为益文高级商业职业学校，同年林求源离职。1937年，汪祥庆继任校长。中华民国打抗日战争之初益文商校仍然办学，至1941年珍珠港事件后日美宣战，美籍教员被汪精卫政府拘送潍县集中营，教学无法进行而停办。1942年春，汪精卫政府辖烟台市政府接收该校，改为烟台市立第二中学。

## 课程
烟台益文商业专科学校以英文、商科为主要专业。教学课程包括商业簿记、会计审计、统计、商业地理、商法、速记、数学、商业管理、银行、保险、进出口贸易等。1929年秋罗希嘏任校长后，将英文科、商科升级到专科水平，增添商业课程，其商科学制三年，设会计审计、商法、经济学、成本会计、货币银行学等课程，课本大部分采用英文原版；另设实用商业课程，有商业文牍、打字和速记等选修课程。
益文商校设师范科，分为小学师范和幼稚师范两班。幼稚师范班设国文、英文、心理学、教育学、卫生学、唱歌、游戏、故事、幼稚园组织及管理、实习教授、钢琴、图画等课程。

## 评价
益文商专曾有“益文学生足迹遍五洲”之誉，为商界培养大批人才。

## 备注
1. ↑  一说1920年合并后名为益文学校（Temple Hill English School）[1]
2. ↑  一说南楼“思郭堂”有网球、蓝球、足球场各2个，北楼“思韦堂”有足球场1个[1]